# Employé/Patron
Pour plus de détails, voir Fiche technique et Distribution.
Employé/Patron est un film réalisé par Manolo Nieto (es), sorti en 2021.

## Fiche technique
- Titre français : Employé/Patron
- Réalisation : Manolo Nieto (es)
- Photographie : Arauco Hernández Holz
- Pays d'origine :  Argentine -  Uruguay -  Brésil -  France
- Genre : drame
- Date de sortie : 2021

## Distribution
- Nahuel Pérez Biscayart : Rodrigo
- Cristian Borges : Carlos
- Fatima Quintanilla : la femme de Rodrigo
- Justina Bustos : Federica
- Carlos Lacuesta
- Virginia Méndez
- Jean-Pierre Noher